# Ангкор Ват
Ангкор Ват (на кхмерски: អង្គរវត្ត) е храмов комплекс в град Ангкор в Камбоджа, смятан за най-големия религиозен паметник в света. Първоначално основан в началото на XII век като индуистки храм, към края на века той постепенно е превърнат в будистки.
Ангкор Ват е построен от владетеля на Кхмерската империя Суряварман II в началото на XII век в тогавашната столица Ясодхарапура (днешен Ангкор) като държавен храм и бъдещ мавзолей на монарха. Скъсвайки с шиваистичната традиция на предходните владетели, Суряварман посвещава храма на бог Вишну.
Ангкор Ват е най-добре запазеният храм в Ангкор и единственият, останал важен религиозен център от основаването си до наши дни. Сградата е образец на високия класически стил на кхмерската архитектура. Превърнала се в символ на Камбоджа, тя е изобразена на нейния национален флаг и е най-известната туристическа атракция на страната.
Ангкор Ват съчетава елементи на две основни форми на кхмерската храмова архитектура: храмът планина и по-късния галериен храм, основан на ранната дравидска архитектура с характерните джагати. По своя замисъл храмът трябва да символизира връх Меру, дом на девите в индуистката митология: оградени с ров и външна стена, дълга 3,6 km, във вътрешността му са разположени три правоъгълни галерии, всяка издигната над предходните. В центъра на храма се намира квинкункс от кули. За разлика от повечето ангкорски храмове, Ангкор Ват е ориентиран на запад, като и днес изследователите спорят за значението на този факт. Храмът е предмет на възхищение, заради величието и хармонията на архитектурата си, обширните си барелефи и многобройните девати, украсяващи стените му.
Комплексът Ангкор е класифициран в световното наследство на ЮНЕСКО.

## Наименование
Съвременното наименование Ангкор Ват означава „храмов град“ или „град на храмове“. „Ангкор“ означава „град“ или „столица“ и е простонародна форма на думата „нокор“ (នគរ), произлизаща от санскритската „нагара“ (नगर). „Ват“ е кхмерската дума за „храмова площадка“, произлизаща от „ватта“ (वत्त) на пали.
В миналото храмът е наричан Преах Писнулок (Вара Вишнулока на санскрит) по посмъртната титла на своя основател Суряварман II.

## История
Ангкор Ват е разположен на 5,5 km северно от съвременния град Сием Реап и на малко разстояние южно от някогашната столица, чийто център е храмът Бапуон. Намира се в област с концентрация на древни паметници и е най-южният от главните обекти на комплекса Ангкор.
Според легендата, изграждането на Ангкор Ват става по заповед на бог Индра, който иска той да служи за дворец на неговия син Преча Кет Меалеа. Според китайския пътешественик от XIII век Джоу Дагуан, по това време се вярва, че храмът е изграден за една нощ от божествен строител.
Първоначалният проект и изграждане на храма става в първата половина на XII век, при управлението на Суряварман II, продължило от 1113 до около 1150 година. Посветен на Вишну, той е построен като държавен храм и столица на този владетел. Тъй като не са запазени нито основната стела, нито някакви надписи от времето на създаването на храма, неговото първоначално име остава неизвестно. Работата по съоръжението изглежда е прекратена малко след смъртта на Суряварман, като някои от декоративните барелефи остават недовършени. През 1177 година, около 27 години след смъртта на Суряварман, Ангкор е превзет и разграбен от войските на Чампа, традиционен противник на кхмерите. След тази криза държавата е възстановена от нов владетел, Джаяварман VII, който основава нова столица (Ангкор Том) и нов държавен храм (Байон) на няколко километра на север.
В края на XII век Ангкор Ват постепенно е трансформиран от индуистки в теравада будистки храм, какъвто остава и в наши дни. Ангкор Ват е донякъде занемарен след XVI век, но за разлика от останалите ангкорски храмове, никога не е напълно изоставян. Това донякъде се дължи на ограждащия го ров, който му дава известна защита срещу разрастването на околните гори.
Един от първите западни посетители на храма е Антониу да Мадалена, португалски монах, посетил Ангкор през 1586 година, който пише, че това е „толкова необичайна постройка, че не е възможно да се опише, тъй като не прилича на никоя друга сграда по света. Тя има кули и украси, и всички изтънчености, които човешкият гений може да измисли.“ В средата на XIX век храмът е посетен от френския естественик и изследовател Анри Муо, който пръв популяризира комплекса на Запад чрез публикуването на своите пътни записки, в които пише:
Един от тези храмове – съперник на този на Соломон и издигнат от някой древен Микеланджело – може да заеме почетно място сред най-красивите сгради. Той е по-величествен от всичко, което ни е оставено от Гърция или Рим, и представлява тъжен контраст към състоянието на варварство, в което е потънала днес страната.
За Муо, както и за други ранни западни посетители, е трудно да повярва, че наистина кхмерите са построили храма – те погрешно го отнасят към епохата на Древен Рим. Действителната история на Ангкор Ват е постепенно възстановена по стилистичните и епиграфски свидетелства, натрупани в хода на разчистването и реставрационните работи в целия комплекс Ангкор. За разлика от повечето археологични обекти, там не са открити обикновени жилища и къщи или други признаци на обитаване, като съдове за готвене, оръжия или части от облекло – само архитектурните паметници свидетелстват за миналото на комплекса.
През XX век Ангкор Ват има нужда от сериозна реставрация, най-вече от премахване на натрупаната върху него пръст и растителност. Възстановителните работи са прекъснати по време на гражданската война и управлението на Червените кхмери през 70-те и 80-те години, но през този период щетите са относително малки, главно кражби и унищожаване на статуи от по-късен период.
Храмовият комплекс е важен символ за Камбоджа и източник на национална гордост, оказвайки влияние върху дипломатическите отношения на страната с Франция, Съединените щати и съседен Тайланд. Изображение на Ангкор Ват присъства на националното знаме на Камбоджа от първия негов вариант, създаден около 1863 година. В по-широк план обаче храмът не се възприема като толкова национален символ, а се вписва в общите политически и културни процеси на Френската колониална империя, превръщайки се в един от експонатите на колониалните и световни изложения в Париж и Марсилия между 1889 и 1937 година.
Впечатляващото артистично наследство на Ангкор Ват и други кхмерски паметници в областта Ангкор става пряка причина за обявяването на Камбоджа за френски протекторат на 11 август 1863 година и за френското нападение срещу Сиам, с което трябва да се установи контрол над развалините. Това довежда до присъединяването към Камбоджа на области в северозападната част на днешната територия на страната, които са под сиамски контрол от средата на XIV век. Комплексът остава под френски контрол до 1953 година, когато Камбоджа става независима държава.

## Архитектура

### Стил
Ангкор Ват е сред основните образци на класическия стил в кхмерската архитектура, който носи неговото име – Ангкор-Ватски стил. Към XII век кхмерските строители придобиват умения и увереност в използването като основен строителен материал на пясъчник, вместо тухли или латерит. Повечето видими части на сградата са изработени от блокове пясъчник, а латеритът се използва главно за външните стени и за скрити части на конструкцията. Материалът, използван за свързване на блоковете, все още не е изяснен, като сред възможностите са естествени смоли или гасена вар.
Храмът привлича внимание преди всичко с хармонията на общия си вид. Според Морис Глез, реставратор на комплекса от средата на XX век, храмът „постига класически идеал чрез сдържаната монументалност на своите фино балансирани елементи и прецизното подреждане на своите пропорции. Той излъчва мощ, единство и стил.“.
В архитектурно отношение характерните елементи на стила на Ангкор Ват включват оживалните назъбени кули с форма на лотосови пъпки, разширяващите пасажите полугалерии, свързващите дворовете осови галерии и кръстовидните тераси по дължината на основните оси на храма. Типични декоративни елементи са деватите (или апсари), барелефите и разгърнатите орнаменти и наративни сцени по фронтоните. Статуите на Ангкор Ват са смятани за консервативни, по-статични и не толкова елегантни, като някои по-ранни образци. Някои декоративни елементи са унищожени от времето или откраднати, например позлатената мазилка на кулите, позлатата на някои статуи и барелефи, дървените таванни пана и врати.

### Разположение и план
Ангкор Ват е уникално съчетание на храма планина, типичната форма на държавните храмове на Кхмерската империя, с по-късния план с концентрични галерии. Храмът представлява символично представяне на планината Меру, домът на боговете – централният квинкункс от кули символизира петте върха на планината, а стените и ровът – околните хребети и океана. Достъпът до по-високите части на храма постепенно се ограничава, като светски лица се допускат само до най-долното ниво.
За разлика от повечето кхмерски храмове, Ангкор Ват е ориентиран на запад, а не на изток. Това кара много изследователи да смятат, че Суряварман е планирал той да служи за негов погребален храм. В полза на тази хипотеза са и барелефите, разположени в последователност срещу посоката на часовниковата стрелка – прасавя в индуистката терминология – което е обратно на обичайния ред. В обратен ред протичат ритуалите в брахманистичните погребални служби. Археологът Чарлз Хаям описва и съд, открит в централната кула, който може би е погребална урна. Някои автори сочат Ангкор Ват за един от примерите за най-големи разходи на енергия за погребение в историята. Същевременно други изследователи отбелязват, че и други храмове в Ангкор се отклоняват от типичната източна ориентация, и допускат, че това може да е свързано с посвещаването на храма на Вишну, свързван със запада.
Друга интерпретация на Ангкор Ват е предложена от Елинор Маника. Изхождайки от ориентацията и размерите на храма и съдържанието и реда на барелефите, тя смята, че съоръжението изобразява нова ера на мир под властта на цар Суряварман II. Тази хипотеза е приета със смесица от интерес и скептицизъм в академичните среди.

#### Външен двор
Външната стена на храма, с размери 1024 на 802 метра и височина 4,5 метра, е заобиколена от 30-метрова ивица празен терен и ров с ширина 190 метра. До храма се стига по земен насип от източната страна и път с настилка от пясъчник от западната, който води към главния вход и е относително късна добавка, може би заменила по-ранен дървен мост.
От страната на всяка от четирите посоки на света е изграден гопурам, като западният е значително по-голям от останалите и включва три кули, днес полуразрушени. Западният гопурам едновременно повтаря и скрива формата на основния храм. Под южната му кула е разположена статуя на Вишну, която може би първоначално се е намирала в главното светилище на храма. Галерии свързват трите кули и достигат до портали от двете страни на гопурама, наричани често „слонски врати“, тъй като са достатъчно големи през тях да преминават и слонове. Галериите за затворени от вътрешната източна страна и открити с колонада от квадратни колони от външната западна страна. Таванът им е украсен с лотосови розетки, вътрешната стена – с танцуващи фигури, а източната фасада – с решетъчни прозорци, мъже, танцуващи върху скачащи живтни, и девати, включително единствената в целия храм, покзаваща зъбите си.
Външната стена огражда площ от 82 хектара, която първоначално включва освен самия храм и град, а северно от храма и царски дворец. Както всички останали светски сгради в Ангкор, те не са каменни, а построени от нетрайни материали, и днес са напълно изчезнали, с изключение на очертанията на някои от улиците. Днес по-голямата част от тази площ е заета от гора.
Алея с дължина 350 m свързва западния гопурам със същинския храм. Тя е издигната над терена и оградена отстрани с балюстради и шест стъпала. От двете ѝ страни, при третото стълбище от входа навътре, са разположени малки сгради, наричани библиотеки, които имат входове от четирите посоки на света. Късни добавки са изкуствените езера и кръстовидната украсена с лъвове тераса, свързваща алеята с централния храм.

#### Централна сграда
Храмът е разположен на тераса, издигната над околония терен и някогашния град. Той е съставен от три правоъгълни галерии, издигащи се към централна кула, като всяко следващо ниво е по-високо от предходното. Според Маника трите галерии и кулата са посветени съответно на царя, на Брахма, на луната и на Вишну. Всяка от галериите има гопура към четирите посоки на света, а двете вътрешни имат и кули в ъглите, образуващи квинкункс с централната кула. Тъй като храмът е ориентиран на запад, основните му части са изнесени на изток, оставяйки повече пространство от западната страна на всеки от дворовоте. По същата причина западните стълбища са по-полегати от останалите.
Външната галерия има размери 187 на 215 метра, с павилиони, вместо кули, в четирите ъгъла. Тя е отворена навън, с изнесени към външното пространство полугалерии. Тя се свързва с втория двор чрез кръстовиден манастир, наричан Преах Поан („Зала на хиляда богове“). В него поклонниците са оставяли изображения на Буда, но днес повечето от тях са премахнати. В тази зона има множество надписи за добрите дела на поклонниците, главно на кхмерски, но също и на други езици, като бирмански и японски. Възможно е четирите малки вътрешни двора, образувани от манастира, първоначално да са били запълнени с вода. Северно и южно от манастира са разположени две библиотеки.
Втората и вътрешната галерия са свързани помежду си и с двете странични библиотеки чрез друга кръстовидна тераса, отново по-късна добавка. От второто ниво нагоре по стените има голям брой девати, поединично или в групи до четири. Ограждението на второто ниво е с размери 100 на 115 метра и може би първоначално е заето с вода, за да изобразява океана около връх Меру. Три стълбища от всяка страна водят нагоре към ъгловите кули и гопурите на вътрешната галерия. Те са много стръмни и символизират трудността на издигането до царството на боговете. Вътрешната галерия, наричана Бакан, е квадратна с размери 60 на 60 метра с осови галерии, свързващи всяка гопура с централното светилище, а под ъгловите кули са разположени допълнителни светилища. Таваните на галериите са украсени с изображения на тела на змии, свършващи с глави на лъвове или гаруди. Входовете на галериите и светилищата са украсени с орнаментирани щурцове и фронтони.
Кулата над централното светилище се издига на 43 метра над терасата и на 65 метра над околния терен. За разлика от по-ранните кхмерски храмове, в Ангкор Ват централната кула е по-висока от страничните четири. Самото светилище, първоначално заето от статуя на Вишну и отворено от всички страни, при трансформирането на храма в будистки е оградено със стени, на които са поставени изображения на изправен Буда. През 1934 година реставраторът Жорж Труве прави разкопки в шахта под светилището – по това време тя е вече ограбвана, но той открива златно фолио на два метра над първоначалния терен.

### Декорация
Интегрирана в архитектурата на сградата и една от причините за нейната известност е изобилната декорация, главно във формата на барелефни фризове. Вътрешните стени на външната галерия са покирит с поредица едромащабни сцени, повечето от които описват епизоди и индуистките епоси „Рамаяна“ и „Махабхарата“, и описвани от някои изследователи като „най-великата известна линейна поредица каменна резба“. От северозападния ъгъл, в посока обратно на часовниковата стрелка, западната галерия показва битката при Ланка (от „Рамаяна“ – в нея Рама побеждава Равана) и биткат при Курукшетра (от „Махабхарата“ – с взаимното унищожение на клановете Каурава и Пандава). По южната галерия следва единствената историческа сцена – процесия на Суряварман II, а след това тридесет и дваата ада и тридесет и седемте рая на индуизма.
В източната галерия е една от най-известните сцени – Самудра мантан с 92 ашури и 88 деви под ръководството на Вишну. Следва добавка от XVI век, в която Вишну побеждава ашурите. Северната галерия показва победата на Вишну над Банашура, където качеството на резбата е най-лошо, и битка между богове и ашури. Северозападният и югозападният ъглов павилион са украсени със сцени в по-малък мащаб, някои неидентифицирани, но повечето от „Рамаяна“ или живота на Кришна.
Ангкор Ват е украсен и с изображения на апсари и девати – към момента броят на включените в каталозите девати е 1 796. Строителите на храма използват малки изображения на апсари с височина 30 – 40 сантиметра като декоративни мотиви по колоните и стените. По-големите девати – портрети в цял ръст с височина 95 – 110 сантиметра – се използват все по-видимо на вътрешните нива на храма – от входния павилион до върховете на кулите. През 1927 година Сапфо Маршал публикува подробен каталог, описващ многообразието на косите, облеклото, позата, бижутата и декоративните цветя на деватите, които според него отразяват действителността от епохата на Ангкор.